# 伊織涼子
伊織 涼子（いおり りょうこ、1969年9月23日 - ）は、日本のAV女優。C-more ENTERTAINMENT所属。

## 略歴
2010年4月にビデオメーカー・タカラ映像の専属美熟女第6弾（6人目）として40歳にしてデビューした熟女系のAV女優である。
2012年3月にミリオン出版から発売された「狙われた美人妻」（ミリオンムック）では、3大人気女優として特集された。

## 人物
- 神奈川県横浜市出身[2]。
- エステティシャンや整体師として30年以上のキャリアがある。
- B'zの稲葉浩志の大ファン。（公式ブログ・ツイッターで多数発言あり）
- 2017年12月からCPE（Cat Panic Entertainment）に所属し、キャットファイトを行っている[3]。
- 2019年12月4日、スカパー!アダルト放送大賞2020にて、熟女女優賞にパラダイステレビ推薦でノミネート[4]。
- 川上ゆうとともに「エロ本2大クイーン」の異名を持つ[5]。
- 猥談師や、福山理子、若林美保らと共に『動物の殺処分をゼロにしよう』などの活動を行っている[6]。
- 川菜美鈴こと終音☆眠と仲が良く、2024年からトークライブ「おフェロ女子会・黄パ女会」を開催[7]。第1回、2回ともそれぞれ仲が良いようよう、青空ひかりが参加している。青空は直接の事務所の後輩にあたる[7]。

## 出演作品

### アダルトビデオ
- 専属奥様 伊織涼子 40歳デビュー（4月16日、タカラ映像）※デビュー作
- 伊織部長のエステの件で。（5月20日、タカラ映像）
- せんぞくの母（6月17日、タカラ映像）
- 前戯なきまぐわい（7月16日、タカラ映像）
- てぃてぃTバックを強要されし義母（8月19日、タカラ映像）
- 送りオオカミ 通学路に棲みし痴女（9月16日、タカラ映像）
- 友達の母親を、友達の目の前で、犯しまくった少年達。（10月21日、タカラ映像）
- マワされた女教師（11月18日、タカラ映像）
- タカラ映像15周年記念連続ドラマ作品 CLUB TAKARA 第1話 戻る憩いの場（11月18日、タカラ映像）共演:沢村麻耶、澤村レイコ、篠原奈美、村上涼子、秋本美乃里、川口凛子、細川まり、堀口奈津美、美原咲子、岡崎花江
- タカラ映像15周年記念連続ドラマ作品 CLUB TAKARA 第2話 次々に襲われるホステス達（12月2日、タカラ映像）…共演:沢村麻耶、澤村レイコ、篠原奈美、村上涼子、秋本美乃里、川口凛子、細川まり、堀口奈津美、美原咲子、岡崎花江
- タカラ映像15周年記念連続ドラマ作品 CLUB TAKARA 第3話 欲望が動き出す（12月2日、タカラ映像）共演:沢村麻耶、澤村レイコ、篠原奈美、村上涼子、秋本美乃里、川口凛子、細川まり、堀口奈津美、美原咲子、岡崎花江
- タカラ映像15周年記念連続ドラマ作品 CLUB TAKARA 第4話 新たに現れた謎の男（12月16日、タカラ映像）共演:沢村麻耶、澤村レイコ、篠原奈美、村上涼子、秋本美乃里、川口凛子、細川まり、堀口奈津美、美原咲子、岡崎花江
- タカラ映像15周年記念連続ドラマ作品 CLUB TAKARA 第5話 衝撃の終結（12月16日、タカラ映像）…共演:沢村麻耶、澤村レイコ、篠原奈美、村上子、秋本美乃里、川口凛子、細川まり、堀口奈津美、美原咲子、岡崎花江

- 愛ある近親相姦 母との秘め事（1月1日、ABC/妄想族）
- 夫が寝ている間に息子の悪友に犯される母（1月20日、ヒビノ）
- 旦那の同僚に脅されて 〜元・女教師、背徳の快楽〜（2月3日、タカラ映像）
- 母子入浴相姦（2月7日、マドンナ）
- 言いなり背徳妻（2月13日、溜池ゴロー）
- 尼寺のみだら修行（2月17日、大洋図書）
- 息子に按摩されて感じる母。その後は…。（2月18日、イーエックス）
- オナホール訪問販売員のおばさん 11（2月20日、ネクストイレブン）
- 妻の肉体を若い男達に…（2月20日、スターパラダイス）
- 囚われの人妻捜査官（3月7日、マドンナ）
- 伊織涼子でござひます。（3月17日、タカラ映像） ※単体ベスト
- 近親相姦 息子のオナティッシュに欲情する淫乱母（4月1日、VENUS）
- お母さんと僕の秘密の性活 2 （4月1日、イーエックス）
- 義弟にハメられた美熟妻（4月13日、溜池ゴロー）
- 母と入浴 お母さんといっしょ 3（4月15日、イーエックス）
- どスケベ人妻に犯られて（4月19日、エマニエル）
- 兄嫁奴隷 〜忘れられない快楽〜（4月21日、タカラ映像）
- 彼女の母親（4月29日、小林興業）共演:ラム
- 友人の母親 伊織涼子（5月1日、VENUS）
- 綺麗なお母さんの化粧しているトコ（5月2日、イーエックス）
- 人妻恥悦旅行（5月5日、グローリークエスト）
- ヌル撮 人妻オイルマッサージ（5月5日、グローリークエスト）
- 嫁姑レズ調教（5月25日、マドンナ）…共演:雨宮真貴
- 近親相姦 母の嫉妬（5月29日、ドリームステージエンタテインメント）共演:ラム
- マッサージにハマってしまった人妻（6月13日、溜池ゴロー）
- 爆乳女社長 若手社員に嫌という程パワハラ性感（6月15日、QUEEENDOM）
- 3D美熟女 お母さんがしてあげる（6月19日、ABC）
- どスケベ熟女 5（6月25日、ジャネス）
- 伊織涼子でござひます。 2（7月7日、タカラ映像） ※単体ベスト
- 近親相姦 お母さんに甘えっぱなし 幼児プレイ 2（7月15日、イーエックス）
- 肉玩具に堕ちた女教師（8月13日、溜池ゴロー）
- 今年も弊社では、全裸ビズを採用いたします。（8月18日、タカラ映像）共演:石倉えいみ ほか
- スパゲティレズビアータ カリスマ料理研究家涼子のレシピ（9月1日、タカラ映像）共演:朝倉ことみ
- 幻母 禁断母子スワップ 膣中にどっぷり出されし母親たち（9月1日、ヴィーナス）共演:沢村麻耶
- 中出しお義母さんが教えてあげる 息子の股間に欲情するオンナたち（9月25日、ビッグモーカル）
- 近親相姦 ノーパン義母（10月1日、VENUS）
- 筆おろし 童貞君! こんな素敵な素人妻に筆おろしされてみませんか? 巨乳人妻編（10月25日、ビッグモーカル）
- タカラ映像15周年記念連続ドラマ作品 CLUB TAKARA 完全版（10月27日、タカラ映像）共演:沢村麻耶、澤村レイコ、篠原奈美、村上子、秋本美乃里、川口凛子、細川まり、堀口奈津美、美原咲子、岡崎花江 ※『CLUB TAKARA』全5話に未公開映像を追加したセット
- 高慢巨乳レズソープバトル ナンバー1の座を賭けたパーフェクトボディ泡姫の淫媚な争い!（11月5日、DEEP'S）共演:星野あかり、水嶋あずみ
- 親友の母（11月9日、ルビー）
- 近親相姦 母と息子の肉欲交尾（11月17日、センタービレッジ）
- 熟女宿 〜帰ってきた新女将と温泉盗撮大騒動〜（11月25日、マドンナ）共演:桐岡さつき、加山なつこ、北原夏美
- 涼子ママとのやらしい生活（12月1日、VENUS）
- 非日常的悶絶遊戯 第百五十四章 大口契約の為ミニスカを穿く社長、涼子の場合（12月7日、A・V・S）
- 「今日初めてなんです」エロ過ぎハウスキーパーさん お客様のいいなりご奉仕（12月9日、Mellow Moon）
- たびじ 銀幕の女（12月16日、タカラ映像）
- 義母と息子の禁断な性教育 4（12月25日、ジャネス）

- Shake Body Ver.23（1月13日、A・V・S）
- 奴隷義母 4（1月20日、ジャネス）
- 中出し温泉家族旅行 寝とられの湯（1月26日、センタービレッジ）
- 女マッサージで感じさせられちゃった僕。（2月13日、アロマ企画）
- 快楽悩殺的痴女遊戯 第十章 ムチムチお色気マダム、涼子さん（2月13日、A・V・S）
- 近親相姦 息子にクンニリングスされる母（2月17日、イーエックス）
- 魅惑のご近所妻と肉欲交尾（2月25日、ネクストイレブン）
- 女王様は伊織涼子（3月13日、A・V・S）
- S級熟女コンプリートファイル 伊織涼子 4時間（4月19日、VENUS） ※単体ベスト
- 伊織涼子に百戦錬磨の淫語を囁かれながら朝霧一花の熟エロボディーに溺れる気持ち良すぎる3Pセックス（4月25日、アロマ企画）共演:朝霧一花
- 近親相姦に悶える人妻 伊織涼子（5月11日、マダムス）
- 誘惑痴女の巨尻 むちむち劇場 第一幕 伊織涼子（5月13日、AVS collector’s）
- プレミアム美熟女風間ゆみ!! 現役最強熟女の風間ゆみを初共演の伊織涼子が何度もイカせる極上4P快楽地獄!!（5月13日、セレブの友）
- 行列の出来る大人のセックス相談所 アナタだけの為にアナタだけを見つめて上に跨って腰振り潮吹き濃厚ファック 体当たりで相談受け付け中!!（5月13日、セレブの友）
- ふる里で嫁を姉貴に寝盗られた 伊織涼子 高嶋美鈴（5月17日、タカラ映像）
- イイ女限定!! たっぷり射精出来る貴方だけに語りかけるオナニー専用のオナニーDVD 2（5月19日、婦人社/エマニエル）
- オナホール訪問販売員のおばさん DX3 ど淫乱熟女13名の手コキ発射!（5月20日、ネクストイレブン）
- 肝っ玉かあさん騎乗位ハメ狂い 伊織涼子（5月31日、センタービレッジ/花園）
- 中出しソープ 麗しの熟女湯屋 巨乳巨尻グラマラス浴場 伊織涼子（6月10日、グローバルメディアエンタテインメント）
- 最高の勃起を持続させる 凄指技の睾丸回春エステシャン その4（6月13日、アロマ企画）
- ダブル涼子対決! 本当にエロくて抜ける涼子はどっちだ!? 村上涼子 & 伊織涼子 熟女の身体を味比べ白熱アドリブ乱交絶頂SEXバトル!!（6月13日、セレブの友）
- アナルを責めながら亀頭責め手コキするエロ熟女たち（6月15日、ジャネス）
- 有名熟女優が嫌がるニューハーフをガチでハメる! ハメ倒す!! 4（6月19日、婦人社/エマニエル）
- 緊縛近親相姦 調教される嫁 1 伊織涼子（6月25日、グローバルメディアエンタテインメント）
- 湯けむり近親相姦 母子入浴交尾 伊織涼子（7月1日、VENUS）
- 人妻レズ美アン 5 伊織涼子 五十嵐しのぶ（7月1日、U&K）
- 絶対に射精できる前立腺刺激 & 睾丸マッサージ! 伊織涼子（7月19日、婦人社/エマニエル）
- 伊織涼子大全集（7月19日、センタービレッジ）※単体ベスト
- 四十路、伊織涼子 DX 4時間 すべらない9シーン（8月1日、DX）※単体ベスト
- イイ女限定 寝起きチ○ポ騎乗位責め!! ドッキリ成功で気分良く騎乗り腰振るエロ痴女に騙まし撃ち生中出し!!（8月19日、婦人社/エマニエル）
- 主婦友レズビアン お尻愛 浅倉彩音 伊織涼子（8月19日、ゆり★ゆり）
- 綺麗なお母さん 淫らな誘惑 伊織涼子（8月24日、Mellow Moon）
- 近親相姦 お母さん、今度はお風呂が壊れたよ。 伊織涼子（8月25日、マドンナ）
- 口喧嘩から始まる本当は気持ちイイくせに我慢し合うレズバトル 4（9月1日、U&K）
- 初脱ぎセレブ妻 旦那は知らない変態素人妻! 妖艶熟女と濃密初レズ嗚咽イラマ連続4Pファック快楽絶頂ドキュメント ありさ（9月13日、セレブの友）※主演は月城ありさ。伊織はレズシーンの相手役として出演。
- 淫乱巨乳ソープ嬢 伊織涼子（9月19日、乱丸）
- 伊織涼子の世界（9月25日、AVS collector’s）※単体ベスト
- お母さんと叔母さんと従兄弟と僕 大近親相姦 伊織涼子 神乃いずみ（10月18日、センタービレッジ/Pandora）
- 女房が浮気したので、義母に復讐をすることにした。 伊織涼子（10月25日、マドンナ）
- 奥さま女子会 ～SEXライフ告白 伊織涼子 筒井まりか（10月26日、Mellow Moon）
- 完全版 伊織涼子でござひます。 8時間（11月1日、タカラ映像）※単体ベスト
- 100%まるごと伊織涼子8時間ベスト!（11月19日、婦人社/エマニエル）※単体ベスト
- イイ女限定!! たっぷり射精出来る貴方だけに語りかけるオナニー専用のオナニーDVD 3（11月19日、婦人社/エマニエル）
- 勉強中の息子の勃起チンポに欲情し思わず手コキしちゃう母親達（11月19日、ex）
- 美脚直穿き黒パンストのお姉さんは好きですか? 2 汗と愛液にまみれた蒸れ蒸れ黒パンスト挑発的開脚オナニー官能的糸引く快楽遊戯（12月13日、セレブの友）
- 巨乳人妻温泉 イヤシの宿 10（12月14日、LEO）
- 背後から金○いじり揉みながら間近でセンズリ鑑賞してくれる美熟女 2（12月25日、ジャネス）

- 新・近親相姦 貞操観念が異常に低い家族 伊織涼子（2月1日、VENUS）
- 美熟女たちの下品なまんぐりオナニー 4時間（2月1日、DX）
- 丸ごと! 伊織涼子8時間（2月7日、マドンナ）※単体ベスト
- わいせつ痴漢電車妻 伊織涼子（3月19日、VENUS）
- 極上ニューハーフ童貞喪失のペニクリ狩り! エッチなお姉さんが人生一度きりの童貞を奪って射精までさせる筆下ろしファック!!（4月7日、アルファーインターナショナル）
- モンスターペアレントを調教する新任女教師 中野ありさ 伊織涼子（4月13日、U&K）
- 人妻過激告白書。 3（5月10日、LEO）
- レズ風俗にハマる女たち ～Lesbian Girls Club～（7月13日、U&K）
- 服飾考察シリーズ 和装美人画報 vol.16 故郷から訪ねてきた、和装美人のお義母さん 伊織涼子（7月25日、タカラ映像）
- センズリ見せたら、徐々に本性を出してきた素人妻（7月25日、Yellow Moon）
- 憧れのニューハーフSEX極上射精タイム イキまくり快感悶絶アナルファック全シーン白濃射精!!（9月25日、SHEMALE a la carte）
- 熟女整体レズビアン ～骨の髄まで味わうレズリフレ～ 翔田千里 伊織涼子（10月7日、マドンナ）

- Sランク! 美熟女 伊織涼子（1月1日、抜玉）※単体ベスト
- 夫婦の夜の営みに不満を持っている巨乳人妻はこんなにエロかった!! 心と体を癒しに来た混浴温泉で旦那以外のチンポにカラダを火照らせ、部屋でも隣に聞こえる喘ぎ声でイキまくるっ!!!（1月10日、なでしこ）
- 人妻転落物語 伊織涼子（2月1日、山と空/妄想族）
- 伊織んちの地味なおばちゃんがエロ下着でこっそり僕を誘惑してきた 伊織涼子（3月27日、センタービレッジ/楽園）
- ふんどし家政婦 伊織涼子（4月1日、VENUS）
- 熟女性感物語 ～貴男のコリをほぐします～ 伊織涼子（6月6日、オルガ）
- S級熟女コンプリートファイル 伊織涼子4時間 其之弐（8月1日、VENUS）※単体ベスト
- アナル尼寺極楽フィスト浄土 松本まりな 伊織涼子 沙藤ユリ（9月1日、V(ヴィ)）
- 俺が友達の家に泊まりに行ったら奴の母さんがオナニーをしていて、俺のギンギンに勃ったイチモツを見せたら、俺にすり寄ってきて…（9月1日、フォーディメンション/エマニエル）
- プライベートでもオナニーをする欲求不満な女優たち! 垂直極太ディルド絶頂快楽13人（9月19日、婦人社/エマニエル）
- 母さんを縛りたい! 伊織涼子（9月25日、マドンナ）
- センズリ鑑賞4時間! 久しぶりに生臭い生チンポを見せられて発情せずにはいられず、エロモード全開になる人妻たち 発射14発!（9月25日、Yellow Moon）
- 親友を誘惑する肉食母さん 2（12月20日、Yellow Moon）

- 絶叫下剋上学園 極悪女学年主任の肉便器無惨 伊織涼子（3月1日、シネマジック）
- 接吻情事 人気美熟女達の… とびきり濃厚な接吻とセックス（4月24日、なでしこ）

- 接吻まみれの近親相姦 あってはならぬ禁断の肉体関係（3月5日、ヒビノ）共演:水嶋杏樹、山下理美
- まだまだ女を捨ててない親友の母親と二人っきりに、「息子の友達なのに…」と抵抗を感じつつ内心は若い男に抱かれてみたいオバサンとまるで恋人同士のような熱く激しい密着セックスをしてしまった俺（5月13日、なでしこ）
- パパママ頑張れ！ぬるぬるローションで仲良し家族対抗ハメハメ合戦!!（7月7日、SODクリエイト）共演:愛野ももな、臼井さと美、相原翼、佐伯かのん、渡辺そら、織田玲子、白桃心奈
- 美熟女ドキュメント V女優 伊織涼子のすべて（7月30日、HMJM）
- 感じてしまった・・ 力づくの和姦体験談（8月25日、ながえスタイル）
- 感じてしまった・・ 力づくの和姦体験談 2（10月25日、ながえスタイル）
- 女王蹂躙地獄 vol.8 狂おしくイキ堕ちる艶熟の屈辱痙攣 伊織涼子（11月7日、Baby Entertainment）
- お義母さん、にょっ女房よりずっといいよ… 伊織涼子（11月24日、タカラ映像）

- 悪魔の狂乱三角木馬 ［完全撮り下ろしオムニバス×7］ 発狂装置! 電マ + くすぐり = 地獄絵図（1月1日、Baby Entertainment）
- 禁断! 熟母 2 節操のない母親・・母ではいられなくなる息子との濃厚セックス 伊織涼子（8月25日、ながえSTYLE）
- WifeLife vol.031・昭和44年生まれの伊織涼子さんが乱れます・撮影時の年齢は48歳・スリーサイズはうえから順に90/64/92（11月17日、SEX Agent/妄想族）
- 義理の息子 うまなみの義理の息子にめろめろにされた義母 伊織涼子（12月28日、タカラ映像）

- 夫じゃ満足できないワタシ達どっちがエロいか試して頂戴。 伊織涼子 森ななこ（4月12日、タカラ映像）
- 義母と娘の偏愛レズビアン ～瑞々しい肌に心奪われた欲求不満な継母～ 永井みひな 伊織涼子（5月19日、レズれ!）
- ウルトラM性感研究所クラブ・ザ・サッキュバス 華麗なる熟女の凄テク男魂ゴロシ ヒクつく雄膣大炎上とヤバイ射精 卯水咲流 小早川怜子 伊織涼子（6月25日、AVS collector’s）
- 女房が鍋パで… 伊織涼子（6月28日、タカラ映像）
- ママさんバレー! ハイレグブルマ姿で自主練する熱心な人妻に僕のチ●ポで中出し射精応援! 谷原希美 名森さえ 伊織涼子（7月19日、かぐや姫Pt/妄想族）
- 半脱ぎデニムは拘束具 2  脱がしかけのジーパンで両足の自由を奪いそのまま力でねじ伏せ寝バック中出し!（8月7日、かぐや姫Pt/妄想族）
- 綺麗なおばさんが優しくねっとりしてあげる ガチ童貞筆下ろしドキュメント 3（8月10日、ホットエンターテイメント）
- 憧れの女上司と 伊織涼子（8月16日、タカラ映像）
- ウチの妻を犯してください…（10月20日、STAR PARADISE）
- あん時のセフレは… 友人の母親 伊織涼子（11月8日、タカラ映像）
- 女なら誰でもアソコ疼く時がある! わたしこう見えてただの変態なんです… 欲求に駆られた人妻達の淫らな昼下がり…（12月28日、キネマ座）

- マン引き家族 ～そして義母になる～（1月25日、なでしこ）
- ザーメン喰いママ ぬっぽりフェラチオ & じゅっぽりベロキス 伊織涼子（3月19日、ドグマ）
- 友人の母を追撃プレス 伊織涼子（4月11日、センタービレッジ/極）
- はだかの訪問介護士 伊織涼子（6月1日、プラネットプラス/裸婦趣向）
- もしも…「伊織涼子」が○○だったら…。（8月1日、センタービレッジ/七狗留）
- 一千一夜物語～参～ 間男姦淫絵巻 5話・4時間スペシャル（9月27日、キネマ座）
- 義父は知らない僕と母の近親相姦 伊織涼子（10月10日、タカラ映像）
- 性交総合大学病院 11科の専門看護師による手淫・口淫・性交―超業務的リアル看護200分 美園和花 大浦真奈美 水谷あおい 山井すず 三島奈津子 河奈亜依 桐山結羽 伊織涼子（10月24日、SODクリエイト）
- ま○こが陰毛で隠れるほどの剛毛母に大量激中出し!（10月25日、なでしこ）
- 美熟女ベスト 伊織涼子 4時間 豊満妖艶マドンナ!（11月7日、Mellow Moon）
- 泌尿器科の女医がまさかの知り合い!? 診察でちんちん触られ不覚にも勃起した結果…（12月13日、なでしこ）

- ヘッドフォン必須! アエギ声がデカすぎる女の絶叫アクメ10連発!（1月24日、カマタ映像）
- お色気P●A会長 & 悩殺女教師と悪ガキ生徒会 桜井ゆみ 伊織涼子（10月1日、グローリークエスト）

- 唾液ダラダラ乳首ピクピク敏感妻（2月23日、熟女画報社）
- 爆裂巨乳弩熟女 串刺し肉壺刑罰スペシャル（11月9日、シネマジック）

- たびじ 母と子のふたり旅 伊織涼子（2月24日、タカラ映像）
- 緊縛調教妻プレミアム 縛りの快楽に堕ちる背徳の人妻たち（5月27日、スリートップパブリッシング）
- 義母の隣に寝たあの日から… 伊織涼子（6月14日、タカラ映像）
- 代理出産の母 伊織涼子（8月23日、タカラ映像）
- 家庭内相姦 愛しい私の息子 2（8月30日、熟女画報社）
- 真・異常性交 五十路母と子 其の参拾壱 ダメ親父よりも息子チ○ポに魅せられた母 伊織涼子（9月27日、グローバルメディアエンタテインメント）
- 義母さんだって孕みたい。 伊織涼子（10月11日、タカラ映像）
- まるまる! 伊織涼子（11月8日、なでしこ）※単体ベスト
- 再婚相手より前の年増な女房がやっぱいいや… 伊織涼子（11月22日、タカラ映像）
- あなた、私みたいなおばさん興奮させて…どうするのよ… 伊織涼子（12月27日、タカラ映像）
- 新・麗しの熟女湯屋 濃厚ねっとり高級ソープ 伊織涼子（12月27日、グローバルメディアエンタテインメント）

- 母姦中出し 息子に初めて中出しされた母 伊織涼子（1月10日、タカラ映像）
- 嫁の母と禁断性交 其の参拾四 妻よりもお義母さんの方がいいよ… 伊織涼子（3月28日、グローバルメディアエンタテインメント）
- 全裸義母 伊織涼子（6月27日、タカラ映像）
- 娘の旦那とダクあせ交尾 伊織涼子（8月22日、タカラ映像）
- 今日、親友のお母さんに抱かれます… Vol.3（12月31日、SEX MACHINE）

- お出迎え即フェラ抜き、バックで即嵌め中出しの出来る淫乱熟女高級ソープ!（3月14日、即ヌキ）

### アダルトVR
- 完熟の味 伊織涼子（2017年10月20日、CASANOVA）
- 腰ガク! 現在固定バイブ中 伊織涼子（2017年12月22日、CASANOVA）

### アダルト配信
- 涼子（2011年6月、お母さん.com）
- 伊織様（2018年11月14日、E★レズDX）
- 涼子 (tjng360)（2019年3月3日、鉄人2号さん）
- 涼子 2 (tjng367)（2019年4月16日、鉄人2号さん）
- いおり（2019年5月24日、はめチャンネル）
- いおり 2（2019年5月24日、はめチャンネル）
- いおり 3（2019年5月24日、はめチャンネル）

## 出演

### テレビ
- ダラケ! 〜お金を払ってでも見たいクイズ〜 #38 / #39  スカパー! アダルト放送大賞2020ノミネート女優大集合! 人気セクシー女優ダラケのA-1グランプリ2020!! 前編 / 後編（2020年1月13日・27日、BSスカパー!）

### Vシネマ
- 陵辱未亡人（2011年5月28日、イー マーケティング）- 涼子 役

### 映画
- ボインのお宿 熟女大宴会!（2016年1月22日、オーピー映画、監督：加藤義一）- 浜口純子 役[8]
- 聖なるボイン もみもみ懺悔室（2016年7月15日、オーピー映画、監督：加藤義一）- シスター香織 役[9]
- 変態家族 碧い海に抱かれて（2018年1月26日、オーピー映画、監督：山内大輔）- 容子役[10]

### インターネット放送
- トイズハートプレゼンツBUBKA「きのう誰食べた」（2015年8月6日、ニコニコ生放送） - ゲスト出演[11]
- スピードワゴンの月曜The NIGHT（2019年2月12日[12]、AbemaTV）